# Nemo (poisson)
 (juillet 2025).
Pour les articles homonymes, voir Nemo.
Nemo est un personnage de fiction. C'est un très jeune poisson-clown avec une nageoire atrophiée que son père, Marin, protège un peu trop. Il apparaît dans le film d'animation Le Monde de Nemo et sa suite Le Monde de Dory. C'est également le jeune héros des jeux vidéo dérivés du film, comme Le Monde de Nemo.
Dans le film d'origine, Nemo est interprété dans la version originale par Alexander Gould, par Kevin Sommier dans la version française et par François-Nicolas Dolan dans la version québécoise. Dans la suite Le Monde de Dory, ces voix sont respectivement assurées par Hayden Rolence, Timothé Vom Dorp et Adam Moussamih.
Parmi les vrais poissons-clowns, c'est l'espèce appelée Poisson-clown du Pacifique (Amphiprion percula) qui a été prise comme modèle pour ce personnage. Nemo est fréquemment identifié — à tort — comme étant un individu de l'espèce Amphiprion ocellaris, le poisson-clown à trois bandes. A. percula et A. ocellaris forment un complexe d'espèces cryptiques appelé Percula complex en anglais et se ressemblent beaucoup.
Dans Le Monde de Nemo, il est pêché par des collectionneurs de poissons et se retrouve piégé dans l'aquarium d'un dentiste à Sydney, en attendant que celui-ci le donne en cadeau d'anniversaire à sa nièce.
Dans Le Monde de Dory, lui et Marin accompagnent Dory en Californie dans la recherche des origines et des parents de cette dernière.

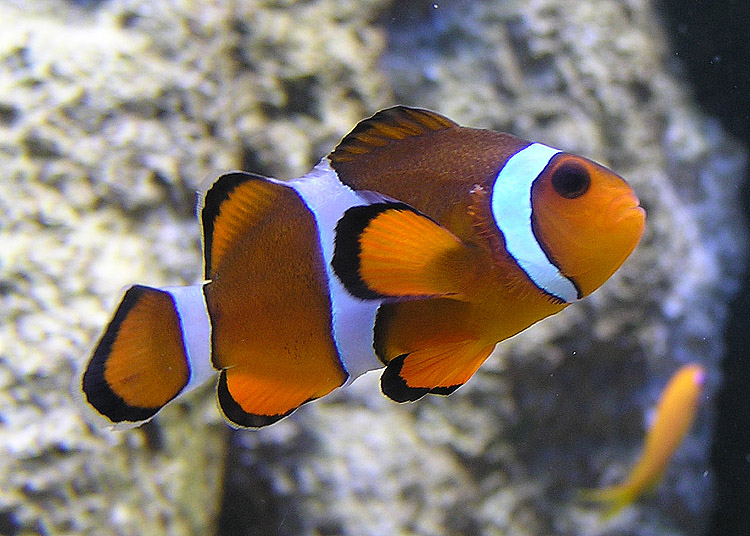
Poisson-clown du Pacifique (Amphiprion percula) qui a servi de modèle pour créer Nemo.